# Каменичи
Каменичи — агрогородок в Осиповичском районе Могилевской области. Сейчас находится в составе Гродзянского сельсовета. Входит в ОАО "Вязовница-агро". Есть средняя общеобразовательная школа-сад, лесничество, ФАП, АТС, библиотека и Центр культуры и досуга, 2 магазина (частный и Глусского райпо). Строится станция обезжелезивания. 

## История
Первое упоминание в 1513 году, государственное село Каменичи Свислочской волости Минского воеводства ВКЛ. В 1560 году 14 дворов. В 1561 году входило в поместье Свислочь (Могилёвская область).
С 1793 году в составе Российской империи, с 1795 года в Игуменском уезде Минской губернии. С средины XIX в. владение помещиков Пиотрковских.
В 1880-е гг. 30 дворов, 545 жителей. Согласно переписи 1897 года, было 2 деревни Большие и Малые Каменичи, которые относились к Погорельской волости Игуменского уезда Минской губернии. С 1954 по 2002 годы центр сельского совета. В 1967 году Малые и Большие Каменичи объединены в одну деревню Каменичи. В настоящее время в Гродзянском сельском совете.
Недалеко от деревни в феврале 1944 года погиб Герой Советского Союза Борис Дмитриев. Возле деревни расположены археологические памятники — курганные могильники (более 120 насыпей). В 3 км от деревни костел святого Юзефа 1906 года постройки — на кладбище д. Казимирово.
Фельдшерский-акушерский пункт, АТС, отделение связи, дом культуры, библиотека, комплекс «Средняя школа-детский сад», два магазина, пруд на р. Каменка.
В 2001 году 133 двора, 384 жителя.